# 安德公主 (北周)
安德公主（?—?），宇文氏，为南北朝北周创立者追尊文帝宇文泰的三妹，宇文肱的女儿。
据其子丘崇墓志，安德公主嫁给了丘愿。丘愿父亲丘提，官至使持节、卫将军、驸马、都督河交二州刺史、灵寿县开国公；母亲清廉郡长公主，孝文帝第二女。丘愿官至使持节、大都督、徐州诸军事、徐州刺史、平阳县开国公，食邑四千户。西魏被北周取代，赠丘愿使持节、大将军、广化郡开国公，食邑一千户。宇文氏夫人赠安德郡长公主。